# Stanford (Nova York)
Stanford és un poble en el comtat de Dutchess a l'estat de Nova York. L'any 2000 tenia 3,544 habitants i una densitat de població de 27.4 hab/km².
Està ubicat en les coordenades 41° 53′ 2″ N, 73° 42′ 12″ O / 41.88389°N,73.70333°O. Segons l'Oficina del Cens, la ciutat té una àrea total de 130.2 km², de la qual 129.5 km² és terra i 0.7 km² és aigua.
Segons l'Oficina del Cens, l'any 2000 els ingressos mitjans per llar en la localitat eren de $54,118 i els ingressos mitjans per família eren $62,171. Els homes tenien uns ingressos mitjans de $40,746 davant dels $30,625 per a les dones. La renda per capita de la població era de $ 29,236. Al voltant del 4,3% de la població estaven per sobre del llindar de la pobresa.